# Toni Fruk
Toni Fruk (Našice, 9 de marzo de 2001) es un futbolista croata que juega como centrocampista en el HNK Rijeka de la Primera Liga de Croacia.

## Trayectoria
En 2018 se incorporó a la cantera del equipo belga Royal Excelsior Mouscron. Antes del segundo semestre de la 2018-19, fichó por la ACF Fiorentina. En 2020 fue enviado a préstamo al NK Dubrava. En 2021 fue cedido al HNK Gorica. El 17 de julio de 2021 debutó con el HNK Gorica durante una derrota por 0-2 ante el HNK Rijeka. El 26 de septiembre de 2021 marcó su primer gol con el HNK Gorica durante la derrota por 3-4 ante el HNK Rijeka.

## Estadísticas

### Clubes
Actualizado al último partido disputado el 2 de octubre de 2022.
| Club                 | Div.          | Temporada     | Liga  | Liga  | Copas nacionales | Copas nacionales | Copas internacionales | Copas internacionales | Total | Total |
| Club                 | Div.          | Temporada     | Part. | Goles | Part.            | Goles            | Part.                 | Goles                 | Part. | Goles |
| -------------------- | ------------- | ------------- | ----- | ----- | ---------------- | ---------------- | --------------------- | --------------------- | ----- | ----- |
| NK Dubrava · Croacia | 2.ª           | 2020-21       | 24    | 8     | 0                | 0                | ―                     | ―                     | 24    | 8     |
| NK Dubrava · Croacia | Total club    | Total club    | 24    | 8     | 0                | 0                | 0                     | 0                     | 24    | 8     |
| HNK Gorica · Croacia | 1.ª           | 2021-22       | 29    | 5     | 3                | 0                | ―                     | ―                     | 32    | 5     |
| HNK Gorica · Croacia | 1.ª           | 2022-23       | 10    | 2     | 0                | 0                | ―                     | ―                     | 10    | 2     |
| HNK Gorica · Croacia | Total club    | Total club    | 39    | 7     | 3                | 0                | 0                     | 0                     | 42    | 7     |
| Total carrera        | Total carrera | Total carrera | 63    | 15    | 3                | 0                | 0                     | 0                     | 66    | 15    |

## Palmarés

### Títulos nacionales
| Título                  | Club            | País    | Año  |
| ----------------------- | --------------- | ------- | ---- |
| Primera Liga de Croacia | H. N. K. Rijeka | Croacia | 2025 |
| Copa de Croacia         | H. N. K. Rijeka | Croacia | 2025 |